# Mogyoród
Mogyoród is een plaats (község) en gemeente in het Hongaarse comitaat Pest. Mogyoród telt 5727 inwoners (2007).

## Sport
Mogyoród is vooral bekend om het circuit Hungaroring dat in er gelegen is en waarop jaarlijks de Grote Prijs Formule 1 van Hongarije verreden wordt.